# Viré-en-Champagne
Viré-en-Champagne est une commune française, située dans le département de la Sarthe en région Pays de la Loire, peuplée de 203 habitants.
La commune fait partie de la province historique du Maine.

## Géographie
Viré-en-Champagne est une commune de l'ouest de la Sarthe, située à 40 km à l'ouest du Mans et 45 km de Laval. La commune est bordée par le Treulon et le ruisseau du Coudray.

### Communes limitrophes
| Bannes (Mayenne)             | Saint-Denis-d'Orques |        |
| Cossé-en-Champagne (Mayenne) | Viré-en-Champagne    | Avessé |
|                              |                      | Avessé |

### Géologie
La commune repose sur le bassin houiller de Laval daté du Culm, du Viséen supérieur et du Namurien (daté entre -346 et -315 millions d'années).

### Climat
Pour des articles plus généraux, voir Climat des Pays de la Loire et Climat de la Sarthe.
En 2010, le climat de la commune est de type climat océanique dégradé des plaines du Centre et du Nord, selon une étude du CNRS s'appuyant sur une série de données couvrant la période 1971-2000. En 2020, Météo-France publie une typologie des climats de la France métropolitaine dans laquelle la commune est exposée à un climat océanique et est dans la région climatique  Moyenne vallée de la Loire, caractérisée par une bonne insolation (1 850 h/an) et un été peu pluvieux. 
Pour la période 1971-2000, la température annuelle moyenne est de 11,2 °C, avec une amplitude thermique annuelle de 14,1 °C. Le cumul annuel moyen de précipitations est de 717 mm, avec 12,2 jours de précipitations en janvier et 6,8 jours en juillet. Pour la période 1991-2020, la température moyenne annuelle observée sur la station météorologique de Météo-France la plus proche, sur la commune de Saint-Loup-du-Dorat à 14 km à vol d'oiseau, est de 12,2 °C et le cumul annuel moyen de précipitations est de 760,0 mm,. Pour l'avenir, les paramètres climatiques de la commune estimés pour 2050 selon différents scénarios d'émission de gaz à effet de serre sont consultables sur un site dédié publié par Météo-France en novembre 2022.

## Urbanisme

### Typologie
Au 1er janvier 2024, Viré-en-Champagne est catégorisée commune rurale à habitat très dispersé, selon la nouvelle grille communale de densité à sept niveaux définie par l'Insee en 2022.
Elle est située hors unité urbaine et hors attraction des villes,.

### Occupation des sols
L'occupation des sols de la commune, telle qu'elle ressort de la base de données européenne d’occupation biophysique des sols Corine Land Cover (CLC), est marquée par l'importance des territoires agricoles (99,8 % en 2018), une proportion sensiblement équivalente à celle de 1990 (100 %). La répartition détaillée en 2018 est la suivante : 
prairies (50,8 %), terres arables (46,9 %), zones agricoles hétérogènes (2,1 %), mines, décharges et chantiers (0,2 %). L'évolution de l’occupation des sols de la commune et de ses infrastructures peut être observée sur les différentes représentations cartographiques du territoire : la carte de Cassini (XVIIIe siècle), la carte d'état-major (1820-1866) et les cartes ou photos aériennes de l'IGN pour la période actuelle (1950 à aujourd'hui).

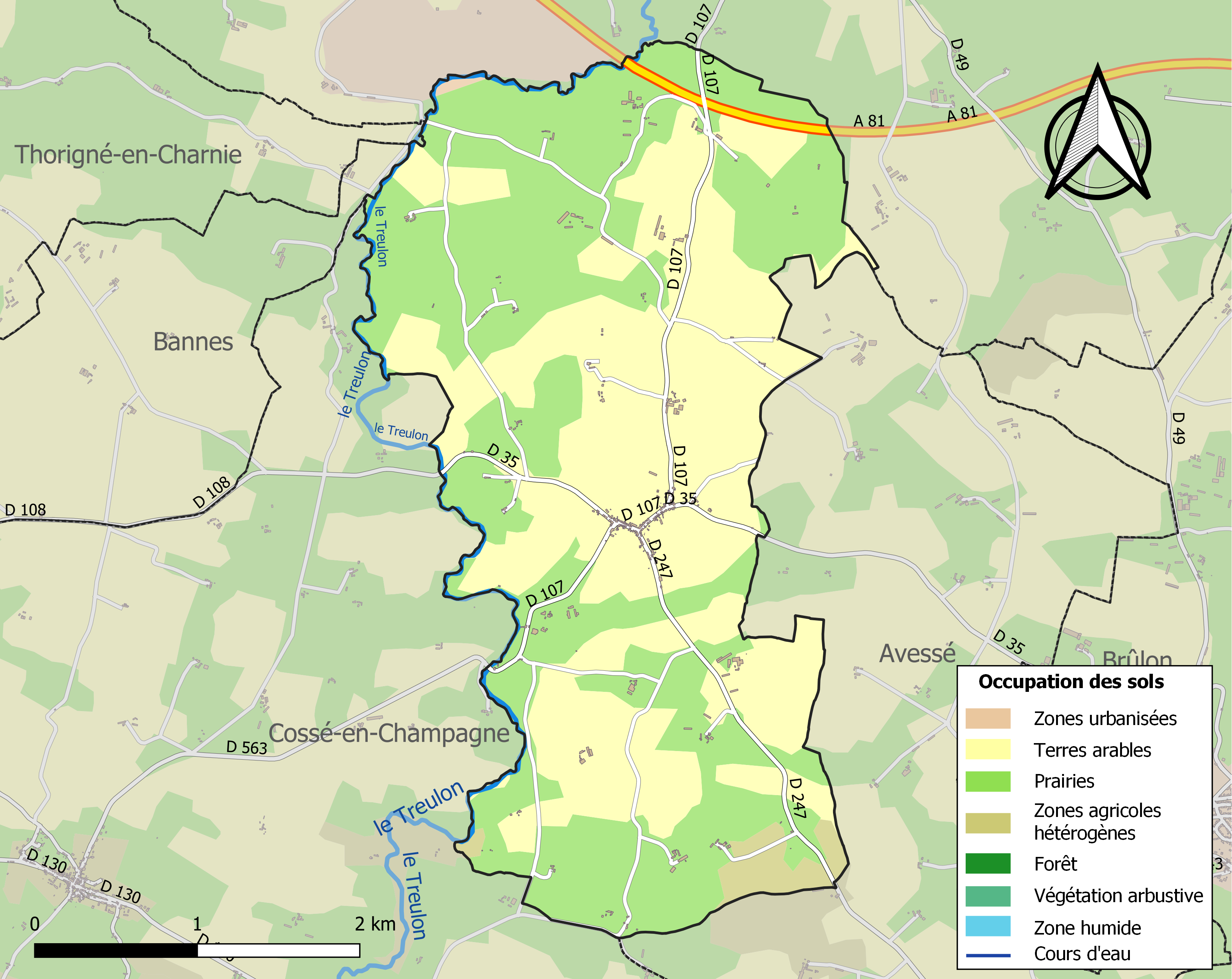
Carte des infrastructures et de l'occupation des sols de la commune en 2018 (CLC).

## Histoire
Départ du château de Bertrand Du Guesclin pour la bataille de Pontvallain contre les Anglais.
Novembre 1370 : Séjour de du Guesclin, comte de Longueville, connétable de France, venant de Caen avec cinq cents hommes. Le 3 décembre 1370 à 17 h 30, il quitte le château de Viré, traverse la Vègre à Asnières, le gué de Poillé s’avérant impraticable. Il franchit la Sarthe à Parcé et arrive à 6 heures du matin à Pontvallain après avoir parcouru 47 km dans la nuit. Il surprend les Anglais et les défait en deux heures. Il poursuit le restant de l’armée anglaise et, dès le lendemain, remporte une victoire définitive à Vaas.
Des mines de charbon sont exploitées entre 1835 et 1852.

## Politique et administration
| Période                                  | Période   | Identité           | Étiquette | Qualité                          |
| ---------------------------------------- | --------- | ------------------ | --------- | -------------------------------- |
| 1960                                     | 1971      | Germain Letourneau |           | Instituteur                      |
| ?                                        | mars 2001 | Robert Terrier     |           | agriculteur                      |
| mars 2001                                | mars 2014 | Michel Vannier     | SE        | agriculteur                      |
| mars 2014                                | En cours  | Catherine Paulouin | SE        | Chargée de promotion touristique |
| Les données manquantes sont à compléter. |           |                    |           |                                  |

## Démographie
L'évolution du nombre d'habitants est connue à travers les recensements de la population effectués dans la commune depuis 1793. Pour les communes de moins de 10 000 habitants, une enquête de recensement portant sur toute la population est réalisée tous les cinq ans, les populations de référence des années intermédiaires étant quant à elles estimées par interpolation ou extrapolation. Pour la commune, le premier recensement exhaustif entrant dans le cadre du nouveau dispositif a été réalisé en 2006.
En 2022, la commune comptait 203 habitants, en évolution de +0,5 % par rapport à 2016 (Sarthe : −0,25 %, France hors Mayotte : +2,11 %).
| 1793 | 1800 | 1806 | 1821 | 1831 | 1836 | 1841 | 1846 | 1851 |
| ---- | ---- | ---- | ---- | ---- | ---- | ---- | ---- | ---- |
| 464  | 530  | 537  | 513  | 613  | 695  | 830  | 860  | 930  |

| 1856 | 1861 | 1866 | 1872 | 1876 | 1881 | 1886 | 1891 | 1896 |
| ---- | ---- | ---- | ---- | ---- | ---- | ---- | ---- | ---- |
| 755  | 715  | 678  | 600  | 593  | 591  | 599  | 569  | 525  |

| 1901 | 1906 | 1911 | 1921 | 1926 | 1931 | 1936 | 1946 | 1954 |
| ---- | ---- | ---- | ---- | ---- | ---- | ---- | ---- | ---- |
| 537  | 514  | 517  | 430  | 426  | 408  | 398  | 352  | 410  |

| 1962 | 1968 | 1975 | 1982 | 1990 | 1999 | 2006 | 2011 | 2016 |
| ---- | ---- | ---- | ---- | ---- | ---- | ---- | ---- | ---- |
| 392  | 342  | 237  | 190  | 193  | 164  | 228  | 229  | 202  |

| 2021 | 2022 | - | - | - | - | - | - | - |
| ---- | ---- | - | - | - | - | - | - | - |
| 200  | 203  | - | - | - | - | - | - | - |

## Lieux et monuments
- Le château de Viré, inscrit en totalité aux monuments historiques en 1989 ainsi que sa chapelle et le tracé reconnu des jardins. Le portail d'entrée du château est classé depuis le 22 juillet 1991[19].
- Église Saint-Étienne du XVe siècle, elle est remaniée aux XVIIIe et XIXe siècles. Fonts baptismaux.
- Galerie d'art à la ferme.
- Auberge des Forges.

## Activité et manifestations
Fête communale le dimanche précédent de 22 juillet.

## Personnalités liées
- Bertrand Du Guesclin y séjourna au XIVe siècle.